# Davide di Hrodna
Davide di Hrodna (in bielorusso Давыд Гарадзенскі?, in lituano Dovydas Gardiniškis; intorno al 1283 – Brandeburgo, 1326) era un castellano di Hrodna e uno dei più famosi comandanti militari di Gediminas, granduca di Lituania dal 1316 al 1341.

## Biografia
Davide potrebbe essere stato figlio di Dovmont di Pskov e pronipote di Aleksandr Nevskij. Maciej Stryjkowski afferma che David era sposato con una delle figlie di Gediminas. Pare che funse da intermediario tra il pagano Gediminas e i principi cristiani della famiglia rjurikide di fede ortodossa, guidando inoltre spesso in battaglia gli eserciti uniti della Lituania e della Rutenia.
Davide è menzionato per la prima volta nel 1314, quando aiutò a impedire la prosecuzione dell'assedio di Navahradak da parte dell'ordine teutonico. Non prese direttamente parte alla battaglia, avendo distrutto invece le scorte di vettovaglie che i cavalieri teutonici aveva lasciato. Per tale ragione, molti dei crociati perirono di fame e stenti sulla via del ritorno in Prussia. Nel 1319, Davide si pose a capo di 800 uomini che razziarono la Prussia fino al fiume Łyna. Tuttavia, sulla via del ritorno furono attaccati dal komtur di Tapiau (l'attuale Gvardejsk) e persero tutto il bottino.
Quattro anni dopo, prese parte alla spedizione punitiva della Repubblica di Pskov nell'Estonia danese. A quel tempo, Pskov era nominalmente sotto il controllo di Novgorod, coinvolta a sua volta in un conflitto con Tver', ed era esposta agli assalti dell'ordine di Livonia. In risposta al saccheggio nelle province di Ladoga e Narva, Davide, su sollecito dei nobili di Pskov, guidò una spedizione nell'Estonia danese, alleata dell'ordine. Le grandi incursioni di Davide di Hrodna nel 1332-1323 furono responsabili della morte o della cattura di 4.000 persone in Estonia, 10.000 a Dobrzyń (oltre a 8.000-10.000 uccisi) e 2.000 in Masovia. Nel marzo e maggio 1324, i teutonici assediarono senza successo la sua città natale.
Dalla fine del 1324, Davide si stabilì definitivamente a Hrodna. Nel novembre 1324, fece ancora una volta capolino nelle terre dei duchi della Masovia che erano alleati dell'ordine teutonico. In seguito, si lamentarono con il papa che Davide aveva distrutto una città, 117 villaggi e molte chiese e monasteri. Nel 1326, guidò le armate lituane nell'incursione nel Brandnburgo e sulla via del ritorno fu ucciso da un cavaliere masoviano che lo tradì.